# Ruth Jones
Ruth Alexandra Elisabeth Jones MBE, född 22 september 1966 i Bridgend, Mid Glamorgan är en walesisk skådespelare och författare.

## Utmärkelser
Jones har bland annat vunnit British Comedy Awards Best Female Comedy Newcomer 2007 och BAFTA Cymru:s Sian Phillips Award 2009.

## Filmografi i urval
- 1996 – Emma
- 1999 – East Is East
- 2000–2005 – Fat Friends (TV-serie) (även manus)
- 2001 – Adrian Mole i cappuccinoåldern (TV-serie)
- 2002 – Heartlands
- 2003–2007 – Little Britain (TV-serie)
- 2004 – Morden i Midsomer (TV-serie)
- 2007–2024 – Gavin & Stacey (TV-serie) (även manus)
- 2011 – Hattie (TV-film)
- 2012–2017 – Stella (TV-serie) (även manus)